# Fliegenfischen (Zeitschrift)
Die Zeitschrift FliegenFischen erscheint seit 1984 und ist ein Magazin für Fliegenfischer.

## Inhalt
Das Themenspektrum umfasst:
- News: Produktneuheiten, technische Innovationen und Trends, aktuelle Ereignisse aus der Fliegenfischer-Szene
- Gewässer-Tipps
- Reiseziele
- Praxis für Einsteiger und Profis

Fliegenfischen Internationales Magazin für Flugangler ist ein im Fachverlag Jahr Top Special Verlag erscheinendes deutschsprachiges Spartenmagazin zum Thema Fliegenfischen.
Die Beiträge sind redaktionell und grafisch aufwändig gestaltet. Praxisnähe und Kompetenz zeichnen die Autoren aus.
Fliegenfischen ist Marktführer im deutschsprachigen Raum und auch international ein viel beachteter Trendsetter. Die verkaufte Auflage beträgt 10.103 Exemplare (IVW I/2012), davon 7.554 Stück im Abo.
Die Ausgabe 1, März/April, des Magazins Fliegenfischen erschien im Jahre 1984.